# Livije
Tit Livije (59. pr. Kr. - 17.), rimski povjesničar čije je djelo Povijest Rima (Ab Urbe condita) glavni izvor za proučavanje najstarije rimske povijesti. 
Nije se bavio državničkim poslovima, već se posvjetio studiranju i pisanju, pa o njegovu životu znamo vrlo malo. S 30 godina došao je u Rim, gdje je učio filozofiju i retoriku. Iako je po svojim nazorima bio republikanac postao je intiman Augostov prijatelj zahvaljujući svom povijesnom djelu u kome je s puno rodoljublja opisao rimsku prošlost. Potkraj života vratio se ponovo u svoj rodni grad.
Livije je rođen u Padovi, ali gotovo cijeli život provodi u Rimu. Povijest Rima govori o događajima od osnutka Rima 753. pr. Kr. do njegova doba 9. pr. Kr. u 142 knjige - do smrti Druzove (previđeno 150 knjiga - do smrti Augusta) od kojih je sačuvano samo 35, odnosno odn. sažetci svih knjiga (Periochae). Od prve do desete knjige pisac govori o legendama i mitovima vezanim za nastanak Rima i njegove najranije vladarom do trećeg samnitskog rata (753 - 293 pr.n.e). Od 21. – 34. knjige obrađuje Drugi punski rat i makedonske ratove (218 - 167 pr.n.e). Postoje fragmenti i drugih knjiga ili se o njima govori u knjigama drugih autora. Budući da su knjige pisane za vrijeme prvog rimskog cara Augusta, kada cvjeta moćno Rimsko Carstvo, svaka od knjiga želi potvrditi da je Rim metropola svijeta koja je predodređena za velike stvari. Zbog toga danas Povijest Rima cijenimo više kao zanimljiv tekst nego kao skup povijesnih činjenica, bez obzira na to što je bio najčitanija povijest Rima sve do razdoblja humanizma i renesanse.
Izgubljeni su nam njegovi dijalozi s filozofskom tematikom.

## Vanjske poveznice
- AB VRBE CONDITA (la)
- Povijest Rima na projektu Gutenberg:
  - Roman History, Books I-III (engl.)
  - The History of Rome, Books 09 to 26 (engl.)
  - The History of Rome, Books 27 to 36 (engl.)